# 中国环流器二号
中国环流器二号（HL-2A，A代表ASDEX）是由中华人民共和国中核集团建造的中等尺寸托卡马克装置，用于可控核聚变技术的开发研究。是中国第一个带有偏滤器的托卡马克装置。
HL-2A是在使用原德国ASDEX装置的主要部件（电磁线圈和等离子体容器）的基础上建造的。
其物理目标是在带封闭式偏滤器的非圆截面托卡马克装置上开展偏滤器和刮离层物理研究；壁处理、再循环控制及相关物理课题研究；近堆芯条件下的等离子体稳定性和约束研究以及较高参数条件下的等离子体加热、电流驱动、加料和剖面控制研究。

## 历史
- 1995年，ASDEX关键部件开始拆除；[2]
- 1999年初，HL-2A开始建造；[1]
- 2001年完成土建工程；[1]
- 2001年底完成主机构件的安装，包括真空室和磁场线圈；[1]
- 2002年夏季完成供电与控制系统的建造；[1]
- 2002年12月3日，HL-2A装置在四川省成都市核工业西南物理研究院建成并开机[3]；
- 2003年，HL-2A装置中首次实现偏滤器位形放电[5]；
- 2006年，“中国环流器二号A装置配套与完善建设项目”完成；HL-2A装置等离子体子温度达到5500万摄氏度，向聚变所需的亿度高温迈进了一大步；[6]
- 2009年，HL-2A装置国内首次实现了偏滤器位形下高约束模式运行，标志着我国已跻身核聚变能源开发国际先进水平。[7]